# 噯
噯（あつかい）は、江戸時代の薩摩藩における地方職制の1つ。外城制における上位の責任者であった。

## 概要
郷の規模によって2名から8名が任ぜられ、外城の麓に設けられた地頭仮屋にて開かれた合議によって決定を行った。外城制における郷の最高責任者は地頭であったが、寛永年間以後は鹿児島城に詰める例になっていたため、噯が在地における責任者とされ、横目・組頭とともに三役と称された。噯は郷中の有力者による世襲が多く、「噯家」と称されて地域内で権勢をふるった。なお、天明2年（1782年）から慶応元年（1865年）までは郷士年寄と称された。廃藩置県後に戸長制度に切り替えられた。